# 呉国楨
呉 国楨（ご こくてい、繁体字: 吳國楨; 簡体字: 吴国桢; 拼音: Wú Guózhēn; ウェード式: Wu Kuo-chen、1903年10月21日〈清光緒29年9月初2日〉 - 1984年6月6日）は、中華民国（台湾）の政治家。字は峙之。

## 事績

### 初期の活動
呉国楨は幼年時代から神童と謳われ、3歳で塾に入り、5歳にして北京の大興両級小学などに入学している。1914年（民国3年）に天津南開中学に進学して優秀な成績をあげ、また周恩来を会長とする「敬業楽群会」に加入して周と親しく交流した。1917年（民国6年）、北京清華学校（現在の清華大学）に入学し、4年後に卒業するとアメリカに留学してアイオワ州グリネル大学で経済学学士号を取得している。更にプリンストン大学に進学して修士号を取得し、1926年には博士論文「中国古代の政治理論」で哲学博士号を取得した。
1926年（民国15年）秋に帰国すると、呉国楨は上海政治学校で教官となり、その翌年には江蘇特派交渉員公署で秘書兼交際科長に任命された。1928年（民国17年）に南京に移り、外交部第1司副司長兼条約委員会委員に起用されている。その後漢口へ親戚を訪問した機会に、呉は当時の武漢政治分会主席李宗仁に財務・税制の全面改革案を提出した。李はこの提案を評価して呉を湖北煙酒納税務局長として抜擢したところ、税収は改革執行前の5倍にまで上昇している。1929年（民国18年）6月、漢口特別市政府の参事、土地局長、財政局長に任ぜられ、1931年（民国20年）5月には湖北省政府委員兼財政庁長に昇進した。

### 漢口、重慶市長として
1932年（民国21年）6月、第4次中国共産党掃討作戦を展開していた蔣介石から、呉国楨は個人秘書として招聘される。呉は蔣のために電文や講話の原稿起草、情報・資料収集などで顕著な有能さを見せ、その信任を得ることになる。数か月後、宋子文により江西省榷運局に異動させられ、塩税の整理にあたる。1933年（民国22年）11月、湖北省政府委員に復帰して漢口市長に起用された。呉は特に治水事業や公園建設に注力し、1935年（民国24年）夏の水害の際は自ら陣頭指揮をとって被害の拡大を防止している。日中戦争（抗日戦争）勃発後も呉は引き続き漢口市長を務め、軍の後方勤務に精力的に従事している。武漢陥落まで前線への支援と民衆の撤退のため現地に残留した。
その後、呉国楨は重慶に移り、蔣介石から国防最高委員会政務処処長に抜擢される。9か月後には重慶市長に起用され、戦時における同市行政を一手に引き受けた。重慶は度々日本軍の空襲を受けたものの、呉が市長就任後に急速に整備した防空壕・地下室などのおかげで死傷者は軽減されている。しかし1941年（民国30年）6月5日に、日本軍の空爆を受け、不備のある防空壕へ逃げ込んだ重慶市民が多数窒息死するという事件が起きてしまう。この事件の責任をとって呉は辞表を提出したが、しばらくそのまま留任させられた。1942年（民国31年）12月、呉は外交部政務次長に移り、部長宋子文の戦時外交を補佐することになる。当時の宋子文はアメリカに常駐状態であったため、国内に留まっていた呉が事実上国内外務官僚を統率し、膨大な外交活動を停滞させない事務手腕を振るった。

### 国共内戦、蔣父子との対立
1945年（民国34年）8月、呉国楨は中国国民党中央宣伝部長に移り、翌1946年（民国35年）5月には上海市長に起用された。呉は上海の戦後復興に取り組もうとしたが、まもなく国共内戦が勃発して戦費調達に奔走させられ、呉の手腕をもってしても市財政の崩壊を食い止めることはできなかった。更に金円券等の発行においては、呉は蔣介石らを何度か諌止したものの
顧みられることはなかった。都度都度辞表を提出した呉だったが、結局は余人をもって代え難かったようで、内戦で陥落間際の1949年（民国38年）5月5日まで市長に留任している。辞任後まもなく、家族と共に台湾に逃れた。
台湾に移った呉国楨は、1949年（民国38年）12月に陳誠の後任として台湾省政府主席兼保安司令に就任した。翌1950年（民国39年）3月には台湾省反共保民運動委員会主任委員に任ぜられ、1952年（民国41年）10月には国民党中央常務委員に選出されている。呉は財政と税務の整理に務めて成果もあげたが、次第に蔣介石・蔣経国父子が強権を振るうことに反発を覚え、蔣父子と対立するようになった。1953年（民国42年）5月に省政府主席を辞任した呉はアメリカのイリノイ州に移住し、以後は蔣父子の独裁体制を批判する言論を何度も公表した。その結果、1954年3月に中国国民党において除名処分を被っている。
1978年12月より中国が改革開放路線を開始すると、呉国楨は親交のあった杜建時、そして周恩来の妻鄧穎超の招聘もあって、中華人民共和国建国35周年の機会に帰国準備を進めた。しかし帰国は果たせることなく、1984年6月6日、ジョージア州サバンナで病没した。享年82（満80歳）。

## 注
1. ↑  顔（2002）、116頁。
2. 1 2 3 4 5 6 7  徐主編（2007）、624頁。
3. 1 2 3 4 5 6 7  劉国銘主編（2005）、1043頁。
4. ↑  顔（2002）、116-117頁。
5. ↑  顔（2002）、117頁。
6. ↑  顔（2002）、117-118頁。
7. ↑  顔（2002）、118-119頁。
8. ↑  顔（2002）、119-120頁。
9. ↑  顔（2002）、120頁。